# Premo pospešeno gibanje
Prémo pospešêno gíbanje je poseben primer premega gibanja, pri katerem se pospešek v splošnem s časom spreminja. Posebnemu primeru, ko je pospešek s časom konstanten, pravimo premo enakomerno pospešeno gibanje. Zgled premega neenakomerno pospešenega gibanja je padanje kroglice v viskozni tekočini, kjer lahko silo upora opišemo s Stokesovim zakonom.
Hitrost telesa v(t) s časom (t) narašča (telo pospešuje) ali pojema:
{\displaystyle v(t)=v_{0}+a(t)t}
Tu je:
- v0 - začetna hitrost
- a(t) - pospešek
- t - čas